# Gospodarstvo Azerbajdžana
Gospodarstvo Azerbajdžana predstavlja nacionalno gospodarstvo Republike Azerbajdžan. Riječ je o gospodarstvu koje je završilo svoju post-sovjetsku tranziciju te se danas temelji na nafti i zemnom plinu. Izvoz ovih derivata ide kroz naftovod Baku-Tbilisi-Ceyhan (tzv. BTC) koji je otvoren 25. svibnja 2005. Njime se nafta preko Azerbajdžana i Gruzije dovodi do turske sredozemne luke Ceyhana. Tu su i naftovod Baku-Supsa koji završava na crnomorskoj obali Gruzije (otvoren 1999. godine) te prijestolnica Baku kao važna luka za izvoz energenata. Njime se nafta transportira na globalno tržište, čime se otvara novi zapadni smjer prijevoza azerbajdžanske nafte.
U prvom tromjesječju 2007. godine, azerski BDP je porastao za 41,7% što je vjerojatno najveći porast u odnosu na druge države svijeta. Nacionalna valuta, azerbajdžanski manat je bio stabilan 2000. godine nakon čega je deprecirao za 3,8% u odnosu na američki dolar. Iste godine je proračunski deficit iznosio svega 1,3% nacionalnog BDP-a.
Nacionalna Vlada je za razvoj gospodarstva odlučila provesti ekonomske reforme. Tako se ponajviše radilo na otvaranju trgovinske politike međutim kao velika "kočnica" pokazala se neučinkovita javna uprava u kojoj su pomiješani poslovni i regulatorni interesi. Vlada je u velikoj mjeri završila privatizaciju poljoprivrednog zemljišta te malih i srednjih poduzeća. U kolovozu 2000. godine s radom je započela druga faza programa privatizacije kojoj je cilj privatizacija velikih državnih poduzeća. Ekonomsku aktivnost u zemlji od 2001. regulira Ministarstvo za ekonomski razvoj.

## Gospodarstvo
Nakon nezavisnosti 1991. godine, ekonomski razvoj zemlje je prošao kroz dvije faze. U prvoj fazi (od 1991. do 1995.) Azerbajdžan je prolazio kroz ekonomski kaos i propadanje. Financijski, zemlja je bila veoma iscrpljena zbog rata protiv Armenije te je imala male devizne i zlatne rezerve a prolazila je i kroz proces tranzicije. Od 1996. godine započinje druga faza koju odlikuje makroekonomska stabilnost i dinamičan gospodarski rast.

### Naftna industrija
Kralježnica azerskog gospodarstva su proizvodnja nafte i zemnog plina te novac zarađen od nafte najviše doprinosi plaćanju vanjskog duga. Naftna industrija Azerbajdžana ima povijest dugu 150 godina, međutim korištenje tih rezervi je započelo tek potkraj 20. stoljeća. Nafta je otkrivena u bakuuskom predgrađu Bibiheybat 1846. godine a organizirana eksploatacija je započela 1872. godine. Zahvaljujući mnogim privatnim europskim tvrtkama, kraj Bakua je počeo nicati veliki industrijski kompleks poznat kao Crni grad i početkom 20. stoljeća čak pola svjetske nafte je dolazilo iz Bakua.
Tijekom 2. svjetskog rata, 75% nafte proizvedene u SSSR-u bilo je azerskog podrijetla te se njome opskrbljivala Crvena armija čime je Azerbajdžan dao veliki doprinos sovjetskoj pobjedi nad fašizmom.
Naftni izvor koji je izbio na Neft Dashlaryju smatra se rijetkim poljem udaljenim stotinu kilometara od Bakua, koji je 1949. otvorio novu fazu u proizvodnji nafte iz podmorja. U to vrijeme zemlja je počela proizvoditi naftu iz offshore polja. Tijekom 1970-ih i 1980-ih dolazi do postignuća azerbajdžanske naftne industrije te jačanja njezine materijalne i tehničke osnove kao i njezin razvoj. Velike zalihe ovih energeneta nalaze se i u Kaspijskom jezeru koje u prošlosti nisu istražene zbog loše sovjetske tehnologije. Tijekom tog razdoblja, Azerbajdžan je bio industrijski najrazvijeniji u odnosu na susjedne sovjetske republike Gruziju i Armeniju. Ipak, samo gospodarstvo nije bilo raznoliko zbog slabog ulaganja u nenaftni sektor.
Nakon raspada Sovjetskog Saveza i neovisnosti zemlje, Azerbajdžan je potpisao 21 naftni ugovor sa stranim naftnim tvrtkama u Bakuu (uz izravno sudjelovanje tadašnjeg predsjednika Hejdara Alijeva). Tim ugovorima su predviđena ukupna ulaganja od 60 milijardi USD u azerbajdžansku industriju nafte i plina. Od tog iznosa, u zemlju je već uloženo 4,5 milijardi USD. Na današnji dan rezerve ugljikovodika u Azerbajdžanu premašuju četiri milijarde tona i na taj način uključuju zemlju u popis najvećih naftnih regija svijeta.
Kao rezultat provedbe detaljno razrađene naftne strategije, Azerbajdžan je postao jedan od naftnih centara u svijetu, država koja igra važnu ulogu u formiranju sasvim novog ekonomskog modela razvoja regije i energetskog potencijala Kaspijskog jezera. Također, uloga se odnosi i na širenje političkih i trgovinskih odnosa između Europe i Azije, razvoj transportnih regija Kavkaza te provedbu takvih velikih projekata kao TRASECA.

### Rudarstvo
U Azerbajdžanu postoje mnogi rudnici metalne rudače od koje se dobivaju zlato, srebro, željezo, bakar, titan, krom, mangan, kobalt i molibden te mješavina rude i antimona. Time je razvijena i prateća industrija za proizvodnju ovih metala. To se posebice odnosi na metaloprerađivačku i kemijsku industriju te proizvodnju strojeva i opreme.

### Poljoprivreda
Nešto više od 6% nacionalnog gospodarstva temelji se na poljoprivredi. To se posebice odnosi na plodno područje oko rijeka Kura i Aras. Glavni poljoprivredni proizvodi su žitarice, voće, grožđe, pamuk, čaj i duhan. Važan udio u poljoprivredi imaju stočarstvo i ribarstvo a razvijeno je i pčelarstvo.

### Turizam
Zemlja obiluje velikim povijesnim nasljeđem i kulturnom baštinom tako da sam turizam ima veliki potencijal. Azerbajdžan je bio turistička atrakcija tijekom 1980-ih ali je zbog rata s Armenijom zbog Gorskog Karabaha tijekom 1990-ih došlo do propasti turizma.
Početkom 21. stoljeća dolazi do oporavka azerskog turizma te se broj turista povećava svake godine a samim time i prihodi. Isto tako, zemlja je poznata i po vjerskom, spa i zdravstvenom turizmu. Primjer tome je gradić Naftalan u kojem se nalazi lječilište istoimenim zemno-mineralnim uljem. Tu je i Stari grad Bakua ili Unutarnji grad koji je povijesno središte azerske prijestolnice te je 2000. godine upisan u UNESCOV popis mjesta svjetske baštine u Aziji i Oceaniji. Turisti mogu posjetiti čak osam nacionalnih parkova i to: Zangezur, Širvan, Ag-Gol, Hirkan, Altyaghach, Abšeron, Šahdag i Göygöl a zanimljivi su i Gobustanski petroglifi.
Sama Vlada je kao cilj postavila razvoj turizma kroz Nacionalnu strategiju a taj posao i odgovornost su dodijeljeni Ministarstvu kulture i turizma. Tako zemlja sponzorira madridski nogometni klub Atlético čiji igrači nose dresove s natpisom Azerbaijan Land of Fire (hrv. Azerbajdžan Zemlja vatre) što se pokazalo dobrim potezom jer je klub u sezoni 2013./14. osvojio španjolsko prvenstvo te izborio finale Lige prvaka čime je ujedno i promovirao turizam Azerbajdžana u Europi.

### Bankarsvo
Bankarski sektor se smatra jednim od najvažnijih dijelova financijskog sustava Azerbajdžana. Velike reforme u bankarskom sustavu počele su se provoditi od 2002. godine. Na dan 1. travnja 2010. u zemlji je postojalo 47 banaka i 631 podružnica. Tog datuma su bankovni depoziti stanovništva iznosili 2,4 milijardi manata a depoziti korporativnih klijenata 2,1 milijardu manata. Udio privatnog sektora u strukturi kreditnih ulaganja bio je veći od 82% odnosno sedam milijardi manata.

### Vojna industrija
Zemlja ima za cilj postati najveći izvoznik oružja za područje južnog Kavkaza, središnje Azije i Bliskog istoka. Tijekom siječnja 2008. objavljeno je kako će nacionalna obrambena industrija započeti s proizvodnjom oklopnih transportera i borbenih vozila kao i topništva malog kalibra. Tada je u zemlji otvoreno nekoliko tvornica oružja. Azersko Ministarstvo obrane danas surađuje s vojnim industrijama Ukrajine i Pakistana a u novije vrijeme i s Izraelom, Turskom i Južnom Afrikom.

## Vanjska trgovina
Glavni azerski izvozni partneri su Italija, Francuska i Njemačka koji su 2012. godine zajedno činili više od 2/5 ukupnog azerbajdžanskog izvoza koji je uglavnom temeljen na nafti i plinu. Zemlja ima 57 naftnih polja te za EU predstavlja strateškog energetskog partnera.
Uspoređujući ukupni uvoz i izvoz zemlja je 2013. ostvarila ekonomski suficit u iznosu od 22,48 milijardi dolara.
Dugoročno gledajući, gospodarstvo zemlje ovisi o svjetskim cijenama nafte, sposobnosti Azerbajdžana da dogovori izvozne rute za rastuću proizvodnju zemnog plina te da se zarada ostvarena prodajom energeneta uloži u druge sektore gospodarstva.

## Vanjske poveznice
- Web stranica Veleposlanstva Azerbajdžana u Zagrebu  Arhivirana inačica izvorne stranice od 18. svibnja 2014. (Wayback Machine)